# Lakeland South
Lakeland South az Amerikai Egyesült Államok északnyugati részén, Washington állam King megyéjében elhelyezkedő statisztikai település. A 2010. évi népszámlálási adatok alapján 11 574 lakosa van.

## Népesség
A település népességének változása:
| Lakosok száma | 11 436 | 11 574 | 13 169 |
|               | 2000   | 2010   | 2020   |